# 水田栄久
水田 栄久（みずた しげひさ、1931年10月23日 - ）は、日本の経営者。井関農機社長を務めた。熊本県出身。

## 経歴
1955年に熊本大学理学部を卒業し、同年4月に井関農機に入社。1976年2月に取締役に就任し、1978年2月に常務、1986年3月に専務を経て、1988年2月には社長に就任。1992年12月から相談役を務めた。
1994年4月に藍綬褒章を受章。